# Iglesia de Bagsværd
La iglesia de Bagsværd es una iglesia luterana en Bagsværd, en las afueras del norte de Copenhague, Dinamarca. Diseñado en 1968 por Jørn Utzon, se completó en 1976. El edificio se considera una obra maestra de la arquitectura eclesiástica contemporánea, especialmente por su interior brillante e iluminado naturalmente y su techo atravesado por bóvedas suavemente redondeadas. 

## Historia
En 1538, la iglesia de Bagsværd fue derribada por orden del rey para que las piedras pudieran usarse para reparar el antiguo palacio del obispo católico que, después de la Reforma, se usaría como seminario para la nueva Iglesia luterana. A partir de entonces, los feligreses tuvieron que usar la iglesia de Gladsaxe, aunque hubo un interés creciente en construir una nueva iglesia en Bagsværd.  Por lo tanto, no fue una sorpresa que el consejo de la congregación se interesara especialmente en la iglesia que Utzon había incluido en una exhibición de competencia para el centro de la ciudad de Farum cuando se exhibió en Gladsaxe en una exhibición de arquitectura en 1967. Cuando se le preguntó si le gustaría presentar una propuesta para una iglesia en Bagsværd, Utzon se mostró eufórico: "Allí me paré, y me ofrecieron la mejor tarea que un arquitecto puede tener: un momento magnífico en el que era la luz de arriba la que mostraba nosotros el camino".  La propuesta que presentó al año siguiente incluía cuatro bocetos: el primero mostraba a un grupo de personas bajo las nubes en una playa, el último representaba a las mismas personas como una congregación en una iglesia donde las nubes se habían convertido en el techo escultórico. Tenían la intención de ilustrar la comprensión de Utzon del concepto general.
Hubo numerosos problemas con la financiación del edificio, que dio como resultado un coste final de 10 millones de coronas danesas después de que Utzon redujera su tamaño en un 10 % y el municipio de Gladsaxe aportara 1 millón. En 1973, se concedió el permiso de construcción, pero el ministerio eclesiástico trató rápidamente de paralizar la obra por problemas financieros. Sin embargo, los constructores Christiani & Nielsen se establecieron en el lugar antes de que su decisión entrara en vigor, lo que permitió iniciar las obras. La flamante iglesia se inauguró el 15 de agosto de 1976.

## Arquitectura
Ubicado en un terreno estrecho en un entorno suburbano, el edificio en sí es estrecho y tiene una fachada austera que encierra las distintas habitaciones y una serie de pequeños patios. Rodeado de abedules, los muros exteriores están revestidos con paneles prefabricados de hormigón blanco y azulejos blancos. El techo de aluminio le da a la iglesia un aspecto bastante industrial. Las secciones de vidrio proporcionan iluminación sobre los pasillos de conexión. Con una superficie de 1.700 metros cuadrados, el plan geométrico ajustado consta de tres secciones y un patio entre dos corredores paralelos.
Se dice que la estructura rectilínea y modular del edificio y sus patios integrados, así como los corredores que los conectan, están inspirados en el diseño de los templos budistas de China.

### El interior
El interior incluye la nave y sacristía, oficinas, salas para clases de confirmación, una sala de reuniones y toda una sección para actividades juveniles. Todos ellos están unidos por amplios pasillos que recorren tanto el edificio como a lo largo de los muros exteriores donde están iluminados por lucernarios.  El techo abovedado está hecho de láminas de hormigón armado, de solo 12 centímetros de espesor y 17 metros de luz.  Los caparazones cilíndricos curvos descansan sobre bridas sostenidas por filas de columnas dobles que actúan como arbotantes.

### Iluminación natural

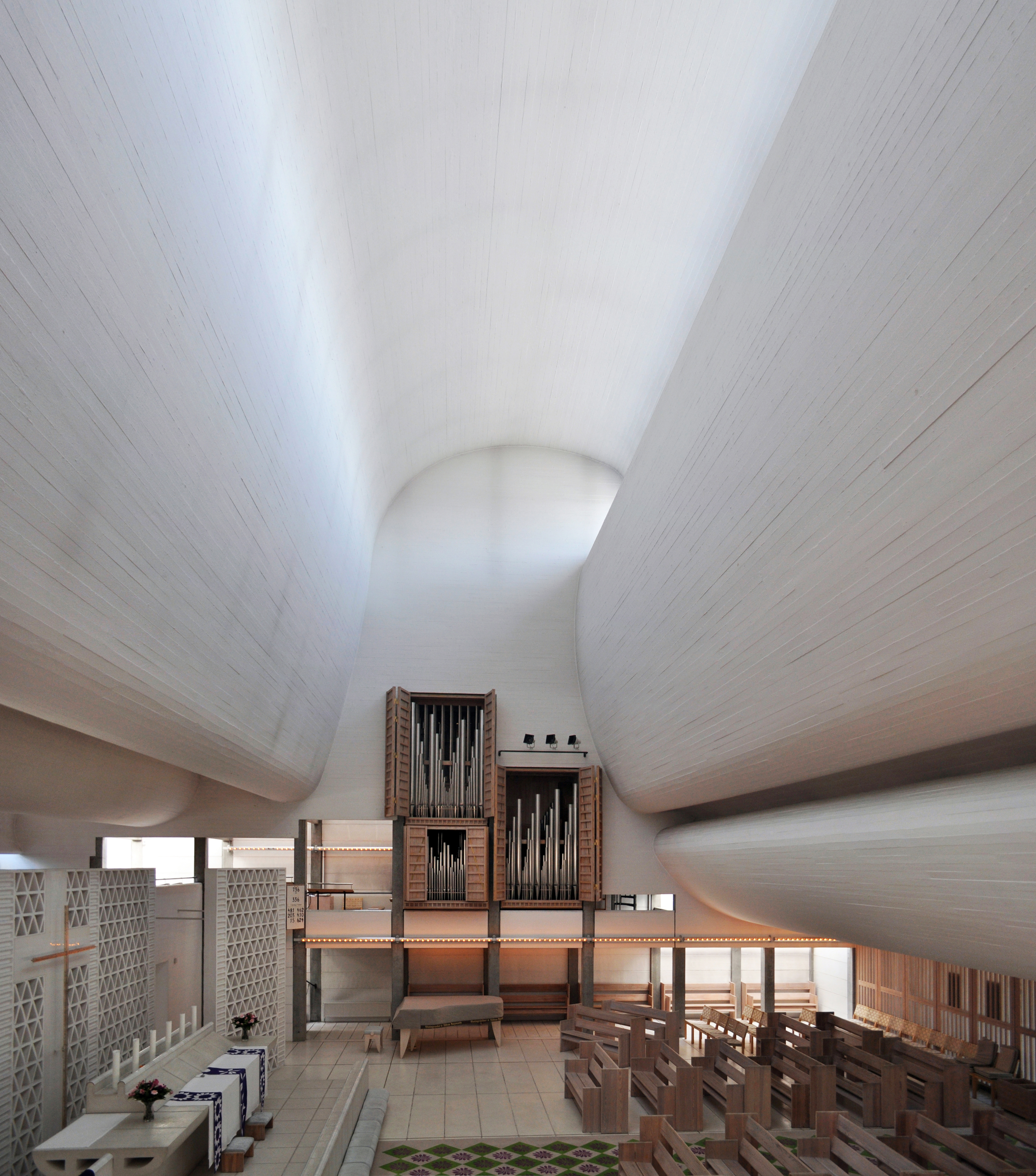
Interior: altar, órgano y bóveda

La iluminación natural de la iglesia, posible gracias a su interior totalmente blanco, es una característica destacada. La estrecha anchura de la nave está iluminada por altas ventanas laterales o, en el caso de las salas más pequeñas, por luces laterales que dejan pasar la luz de los patios. Además, el edificio cuenta con una importante cantidad de claraboyas que, en palabras de Utzon, se inspiraron en "la inspiración que me proporcionaban las nubes a la deriva sobre el mar y la orilla [formando] un espacio maravilloso en el que la luz caía a través del techo -las nubes- hasta el suelo representado por la orilla y el mar". De hecho, Utzon se sintió motivado para crear la iglesia mientras estaba tumbado en una playa de Hawái, poco después de tener que abandonar Australia antes de tiempo por desacuerdos sobre la Ópera de Sídney. Llegó a la conclusión de que una sucesión regular de nubes cilíndricas constituía la base ideal para modelar el techo de una iglesia.

## Inventario
El propio Utzon diseñó la pared del altar, que consiste en una rejilla triangular aireada de finos azulejos blancos, conocidos como ladrillos de Flensborg, mientras que los coloridos textiles, alfombras y decoraciones de cerámica de la iglesia fueron diseñados por su hija, Lin Utzon .  El órgano, también diseñado por Jørn Utzon, fue construido en 1979 por Poul-Gerhard Andersen, con carpintería de Kurt Kærsgaard.  Los bancos de pino claro, así como el piano de concierto de la iglesia, construidos por Steingraeber &amp; Söhne en Bayreuth, también fueron diseñados por Utzon.
Las cuatro campanas de la iglesia fueron diseñadas por Thubalka en Vejle y fundidas en la fundición de campanas Royal Eijsbouts en Asten, Países Bajos. 

## Evaluaciones
El crítico de arquitectura Kenneth Frampton considera la iglesia de Bagsværd un ejemplo destacado de regionalismo crítico por la síntesis que logra entre culturas universales y regionales. Él cree que el diseño de la bóveda de concha de hormigón altamente configurada, única en la arquitectura religiosa occidental, se inspiró en el techo de la pagoda china citado por Utzon en su ensayo "Plataformas y mesetas" (1963). Además, la disposición en planta del interior de la iglesia recuerda a los monasterios budistas chinos, como se describe en un libro de Johannes Prip-Møller.
Desde el exterior, construido en hormigón armado y aluminio con secciones cubiertas de vidrio, el edificio parece más una fábrica que una iglesia tradicional, pero en el interior ofrece una combinación impresionante de formas suaves y redondeadas y bordes afilados.  
Martin Hartung, corresponsal de arquitectura del Berlingske Tidende, observó en un artículo que escribió con motivo de la dedicación de la iglesia que "la iglesia de Bagsvaerd se ha convertido en una atracción arquitectónica, un ejemplo de cómo Jrn Utzon puede combinar la técnica y el arte de construir para formar algo que trascienda a ambos". 

## La iglesia hoy
La iglesia forma parte activa de la comunidad local. Además de los servicios regulares de la iglesia, hay conciertos frecuentes gracias a los coros (incluido un coro masculino gregoriano y varios coros de niños), el órgano y el piano de concierto. Algunos de los conciertos son gratuitos, gracias a las contribuciones del consejo de la iglesia, otros con músicos visitantes requieren boletos para ingresar.  La iglesia también alberga exposiciones de pinturas y obras de arte. 

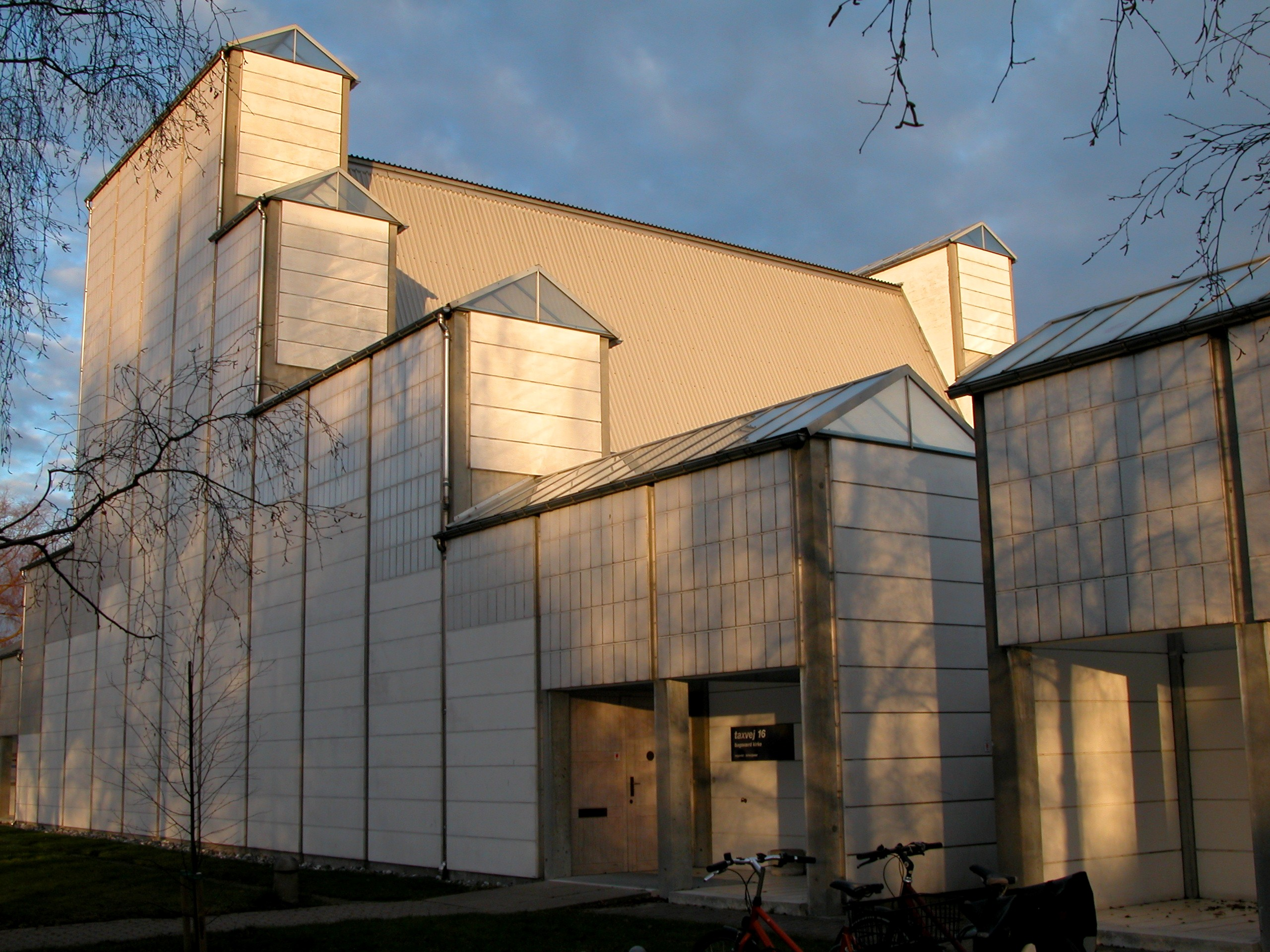
Muros exteriores austeros
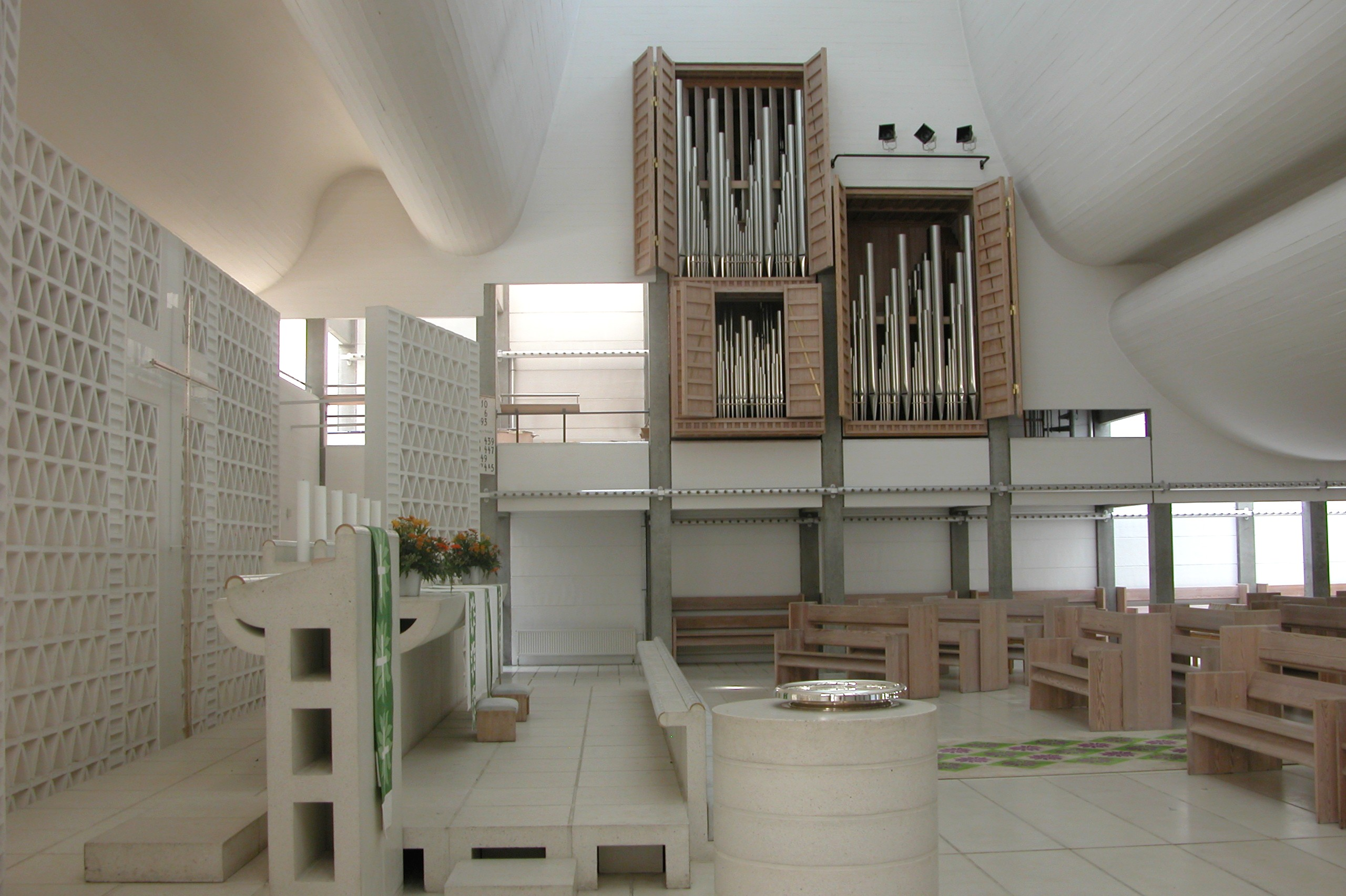
Interior de la iglesia desde el nivel del suelo
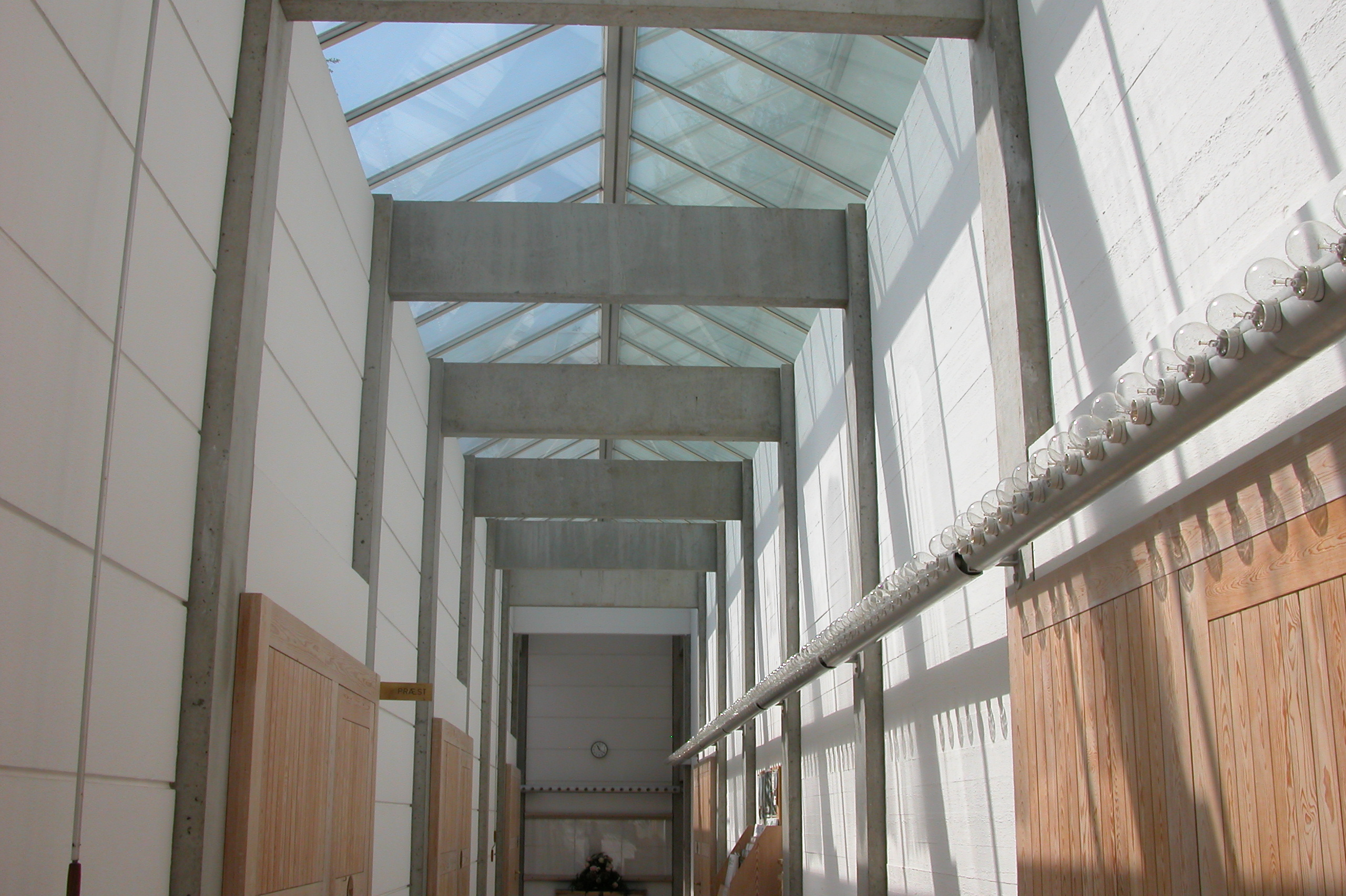
Corredor con claraboyas
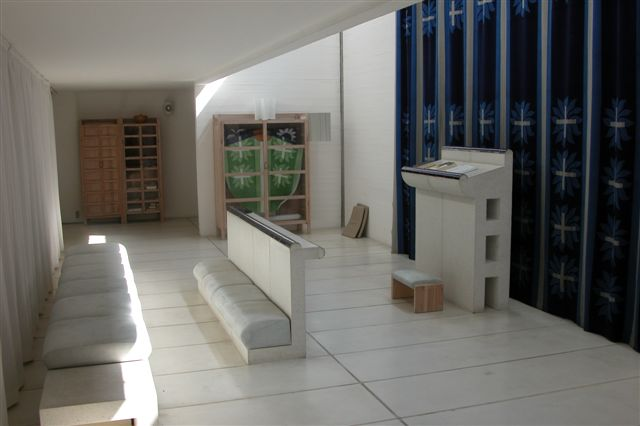
Sacristía

## Otras lecturas
- Frampton, Kenneth: Towards a Critical Regionalism: Six Points for an Architecture of Resistance in Foster, Hal, Hal (ed. ): The Anti-Aesthetic: Essays on Postmodern Culture, Nueva York: New Press, 2002. 183 p. ISBN 1-56584-742-3
- Norberg-Schulz, Christian : Jorn Utzon: Church at Bagsvaerd, Hennessey & Ingalls, 1982,ISBN 99924-44-65-7
- Utzon, Jørn, Iglesia de Bagsværd: Cuaderno de bitácora vol. II, Copenhague, Edición Bløndal, 2005, 168 páginas.ISBN 87-91567-07-6
- Weston, Richard, Utzon: inspiración, visión, arquitectura, 432 páginas, Blondal, Dinamarca, 2002, 432 p. ISBN 87-88978-98-2
- Weston, Richard, Plans, sections and elevations: key buildings of the twentieth century, Laurence King Publishing, 2004.ISBN 1-85669-382-1